# Anacanthotermes viarum
Anacanthotermes viarum es una especie de termita cosechadora del género Anacanthotermes, de la familia Hodotermitidae, orden Blattodea. Fue descrita por König en 1779.
Se distribuye por Asia: Sri Lanka y Tamil Nadu. Fue publicada en König, J.G. (1779) Naturgeschichte der sogenannten weissen Ameise. Beschäftigungen der Berlinischen Gesellschaft Naturforschender Freunde 4, 1–28 + 1 pl.